# Michał Kocimski
Michał Kocimski (ur. 4 kwietnia 1976 w Łodzi) – polski oboista i dyrygent.

## Życiorys
Absolwent Akademii Muzycznej im. Grażyny i Kiejstuta Bacewiczów w Łodzi w klasie oboju, pod kierunkiem Józefa Ciepłuchy. W 2006 r. ukończył dyrygenturę symfoniczno-operową w Akademii Muzycznej im. Fryderyka Chopina w Warszawie (obecnie: Uniwersytet Muzyczny Fryderyka Chopina w Warszawie) w klasie Bogusława Madeya i Ryszarda Dudka. W latach 2006–2010 asystent Tadeusza Kozłowskiego w Teatrze Wielkim w Łodzi. Współpracował m.in. z Andreą Licatą, Claudio Desderim, Yaacovem Bergmanem.
W 2009 r. został zaproszony przez Plácido Domingo do poprowadzenia orkiestry Teatru Wielkiego w Łodzi podczas uwertury do koncertu sławnego tenora z okazji 90-lecia Województwa Łódzkiego:

Warto przypomnieć gesty Dominga wobec młodych łódzkich artystów. Pierwszym utworem wieczoru dyrygował Michał Kocimski (potem zmienił go Eugene Kohn), a do zaśpiewania ostatniego, piątego bisu (...) zaprosił młodego tenora Arnolda Rutkowskiego.

Od 2010 r. etatowy dyrygent Teatru Wielkiego w Łodzi, gdzie jako kierownik muzyczny przedstawienia teatralnego zadebiutował w realizacji baletu Siergieja Prokofjewa pt.: Romeo i Julia (premiera: 23 stycznia 2010 r.):

Michał Kocimski, który poprowadził Orkiestrę Teatru Wielkiego w Łodzi, zasłużył na wielkie brawa, a wypada zaznaczyć, że był to jego premierowy debiut (...).

Ponadto funkcję kierownika muzycznego spektaklu pełnił także we wznowieniu Królewny Śnieżki Bogdana Pawłowskiego (28 stycznia 2011 r.) oraz w premierze widowiska multimedialnego pt.: Spotkania w dwóch niespełnionych aktach Krzysztofa Knittla i Ewy Wycichowskiej (29 kwietnia 2011 r.), podczas którego przyciągał uwagę widowni czerwonym irokezem.
Współpracował m.in. z Sinfonią Varsovią, Teatrem Muzycznym w Gdyni, Filharmonią Łódzką, Płocką Orkiestrą Symfoniczną oraz Akademią Muzyczną w Łodzi.